# 克朗代克公路
克朗代克公路是一条从阿拉斯加狭地穿过加拿大不列颠哥伦比亚省和育空地区的公路，连接阿拉斯加州沿海小镇史凯威和育空地区道森市。它的路线与1898年克朗代克淘金热中探矿者使用的路线有些相似。
在不列颠哥伦比亚省和育空地区，克朗代克公路标记为育空2号公路，在阿拉斯加，该公路被标记为阿拉斯加98号路线（如“1898路线”）。直到1978年，育空地区-不列颠哥伦比亚省边境和卡克罗斯之间未开放的路段没有正式的公路编号，而卡克罗斯以北至阿拉斯加公路的路段是5号公路、从斯图尔特十字路口到道森的路段是3号公路。不列颠哥伦比亚省段现在由育空地区政府维护，作为2号公路的自然延伸。

## 路线描述
克朗代克公路在阿拉斯加州蜿蜒前行24公里，穿越海岸山脉的白山口，至此它越过加拿大-美国边界进入不列颠哥伦比亚省（BC），56公里后进入育空地区，在白马市附近连接到阿拉斯加公路，并与该公路共享一小段路线，直到白马市以北，它再次分叉前往道森市。这条公路总长709公里。